# Варнов
Ва́рнов (нем. Warnow, произносится Ва́рно) — река в Германии, протекает по земле Мекленбург-Передняя Померания. Впадает в Мекленбургскую бухту Балтийского моря у Варнемюнде. Длина реки — 155,4 км. Площадь водосборного бассейна — 3324 км². Высота истока — 65 м над уровнем моря.

## Название
По одной из гипотез, название реки имеет славянские истоки. В пределах города Росток река носит название Унтерварнов («Нижняя Варнов»). Судоходна до главной пристани Ростока, порядка пяти километров от устья. В устье реки располагается важный пункт паромного сообщения в Северной Европе. По берегам реки помимо портовых сооружений располагаются предприятия судостроительной и судоремонтной промышленности, верфи и яхт-клубы. В Ростоке под рекой проложен Варновский туннель.

## Рыба
Благодаря сравнительно неплохой экологии, река достаточно богата рыбой. В том числе — лещ, плотва, окунь, судак, язь, сельдь, а также даже форель и речной угорь. Река в нижнем течении — место нереста балтийской сельди и её нагула непосредственно перед нерестом. Судак, в том числе размером разрешённым современными правилами ловли — более 45 см, — ловится на спиннинг в черте Ростока.